# Ursula Litzman
Ursula Litzman, nata Ursula Johanna Litzmann (Bonn, 8 ottobre 1916 – Hellenthal, 15 luglio 2004), è stata una fotografa tedesca.

## Biografia
Figlia di un avvocato, terminò gli studi come apicultrice a Celle, dove fece anche apprendistato. Si narra che abbia iniziato a fotografare seduta dietro un'orchestra guardando la faccia del direttore ed abbia usato una Leica amatoriale suscitando scalpore con le sue immagini dell'uomo.
Nel 1939 inizia a fotografare da autodidatta privilegiando il ritratto ed il teatro.
Nel 1940 ha lavorato per le agenzie "Atlantic" e "Berlin-Film", che contribuì a fondare, e per la rivista illustrata Die Dame, tutte stampate a Berlino. Sono di questo periodo le immagini di concerti, teatro e ritratti tra cui quelle allo scrittore Ernst Jünger, pubblicate sulla rivista "Koralle".
Nel 1943, durante la guerra, soggiornò in Polonia dove lavorò per la Croce Rossa tedesca e documentò i cosiddetti Ostarbeiter, i lavoratori dell'est occupato dai nazisti, costretti ai lavori forzati, ai quali veniva dato poco cibo e stipendiati solo con moneta spendibile nei campi dove vivevano.
Dalla Polonia si spostò ad Amburgo nel 1944 o nel 1945. Dopo la guerra fu la prima fotoreporter tedesca a ricevere una licenza di giornalista dagli inglesi. Fino all'inizio degli anni '50, ha lavorato come freelance per Hamburger Allgemeine, Der Spiegel, Heute, Weltbild, Die Zeit e National Geographic Magazine.
Non abbiamo notizie certe sui suoi matrimoni, se sia stata sposata una volta oppure due: sappiamo che sposò uno scultore spagnolo e che visse a lungo in Italia e Spagna, dopo aver abbandonato il lavoro nel 1952, prima di tornare in Germania e stabilirsi a Düren. Nel 1949 si era convertita al cattolicesimo.
Il suo archivio fotografico è conservato presso il Deutsches Historisches Museum.